# インノケンティウス5世 (ローマ教皇)
インノケンティウス5世（Innocentius V, 1225年 - 1276年6月22日）は、ローマ教皇（在位：1276年）。本名はピエール・ド・タランテーズ（Pierre de Tarentaise）。史上初のドミニコ会出身の教皇である。前任者グレゴリウス10世の親ドイツ政策を取り消し、ドイツ王ルドルフ1世にローマ遠征を延期させた。

## 生涯

### 教皇選出まで
16歳のときにドミニコ会に入り、トマス・アクィナス、アルベルトゥス・マグヌス、ボナヴェントゥラのもとで神学を学んだ。1259年にパリ大学神学部を卒業し、同校で教鞭を執った。
1262年にドミニコ会のフランス管区長に選出され、1271年/1272年にリヨン大司教、1273年にオスティアの司教枢機卿に任命された。1274年の第2リヨン公会議で説教を行い、同年のボナヴェントゥラの葬儀で説教した。
1276年1月10日に教皇グレゴリウス10世がアレッツォで死去すると、同地でコンクラーヴェが行われ、1月21日に枢機卿団の全会一致で教皇に選ばれた。選出の背景にシチリア王シャルル・ダンジューの影響力があった。教皇名に「インノケンティウス5世」を選び、史上初のドミニコ会出身の教皇となった。インノケンティウス5世は直ちにローマに向かい、2月22日に到着、25日に教皇として戴冠した。

### 教皇として
インノケンティウス5世の選出はローマ教皇庁の政治における方針転換を意味した。具体的にはグレゴリウス10世が採用していた、シャルル・ダンジューの影響力を削ぐための親ドイツ政策が取り消され、3月2日にはインノケンティウス5世がシャルル・ダンジューにローマのSummus Senator、トスカーナにおける教皇代理といった名誉職を与えた。またグレゴリウス10世が同意した、ドイツ王ルドルフ1世の神聖ローマ皇帝戴冠を目的としたローマ遠征の延期を要請した。ただし、『カトリック百科事典』はインノケンティウス5世が「ルドルフ1世とシャルルの調停役を務めた」とした。一方で十字軍の派遣を目指すべく、ヨーロッパ諸国の平和を目指す政策は継続された。具体例としてイタリアにおける教皇派と皇帝派の融和を目指し、ピサ共和国とルッカ共和国の講和を達成した。
対東ローマ帝国政策はMcBrien (1997)で「不適切」と評された。具体的には、シャルル・ダンジューがコンスタンティノープル再占領を目指したことについて、東ローマ皇帝ミカエル8世パレオロゴスに低姿勢だった一方、東西教会の合同の主な争点の1つであるフィリオクェ問題をめぐり東方教会の聖職者が「フィリオクェ」を認める宣誓を強硬に要求した。
教皇が白いキャソックを着る慣習はインノケンティウス5世がはじめたとも、同じくドミニコ会出身のピウス5世（16世紀の教皇）がはじめたともされる。

### 死去
就任からわずか半年後、1276年6月22日にローマで死去、サン・ジョバンニ・イン・ラテラノ大聖堂に埋葬された。後任にハドリアヌス5世が選出された。
1898年、レオ13世により列福された。

## 関連文献
- Wood, James, ed. (1907). “Innocent V” . The Nuttall Encyclopædia (英語). London and New York: Frederick Warne.